# 上湧別町
上湧別町（かみゆうべつちょう）は、かつて網走管内中部の紋別郡に存在した町である。町名の由来は、旧湧別村分割時に湧別川の上流側の位置にあったことから。
2009年10月5日に湧別町と新設合併し、新たに湧別町として発足した。これ以降、北海道地方では市町村合併が行なわれていないため、上湧別町は北海道で最後に消えた自治体となった。

## 地理
町の中央部を湧別川が流れる。地形は平坦。
- 河川: 湧別川
- 湖沼:

## 歴史
屯田兵の入植した地であり、現在も兵村という地名が町内に残る。
- 1910年（明治43年）- 旧湧別村より分立、二級町村制、紋別郡上湧別村が発足。
- 1919年（大正8年）- 紋別郡遠軽村（現遠軽町）が分村。
- 1938年（昭和13年）- 一級町村制
- 1953年 - 町制施行、上湧別町となる。
- 1988年（昭和63年）- かみゆうべつチューリップ公園開園
- 2002年（平成14年） - かみゆうべつ温泉開湯
- 2009年（平成21年）10月5日 - 湧別町と合併。（新町名は湧別町）

## 行政
- 町長:原田雅美（2005年10月10日就任）

## 財政

### 平成18年度
- 財政力指数 0.227 北海道市町村平均 0.28
- 経常収支比率 87.5%
- 標準財政規模 24億6228万円
- 普通会計歳出規模 35億5905万円
  - 地方交付税 19億5376万円
  - 地方税 4億3162万円
- 普通会計歳出規模 34億6986万円
  - 人件費 6億6599万円
  - 公債費 7億8591万円
- 人口一人当たり人件費物件費等決算額 20万3595円 北海道市町村平均 13万6888円
- 人口一人当たり地方債現在高 101万4092円 普通会計分のみ 北海道市町村平均 66万6050円
- 実質公債費比率 15.7%
- 人口一人当たり職員数 12.70人 北海道市町村平均 8.70人
  - 内訳 一般職員 71人（うち技能労務職 3人） 教育公務員 2人 合計73人
- 町職員一人当たり平均給料月額 32万4400円 すべての職員手当を含まない数字
- 町職員一人当たりの人件費概算値 912万3273円
- ラスパイレス指数 96.8 全国町村平均 93.9

地方債等の残高
- 1普通会計分の地方債 58億3100万円
- 2特別会計分の地方債 18億5500万円
- 3関係する一部事務組合分の債務 9624万円
  - 両湧別町給食組合 債務1億3600万円 負担割合 59.4%
- 4第三セクター等の債務保証等に係る債務 0円

地方債等の残高合計 77億8224万円 （連結会計）
- 上湧別町民一人当たりの地方債等残高 135万3433円

## 経済
基幹産業は畑作、酪農など。日本最北のリンゴの産地。

### 農協
- えんゆう農業協同組合（JAえんゆう）

### 金融機関
- 遠軽信用金庫中湧別支店
- 北海道銀行中湧別支店

### 郵便局
- 上湧別郵便局
- 中湧別郵便局

## 公共機関

### 警察
- 遠軽警察署上湧別駐在所

## 対外関係

### 姉妹都市・提携都市

#### 海外
姉妹都市
- ホワイトコート（英語版）（カナダ連邦 アルバータ州）

#### 国内
提携都市
- 新篠津村（北海道 石狩振興局 石狩郡）
  - 2003年（平成15年）9月29日 - 友好都市提携

## 地域

### 教育
- 道立高等学校
  - 北海道湧別高等学校

- 中学校
  - 上湧別
- 小学校
  - 開盛、上湧別、中湧別、富美

教育に力を入れている町であり、地域との交流等も盛んである。上湧別中学校は、全国でも珍しい教科教室型として2004年に新築され、地域交流の場として利用されている。

## 隣接していた自治体
- 網走支庁
  - 紋別市
  - 紋別郡：湧別町、遠軽町

## 交通

### 空港
- 紋別空港 （紋別市）

### 鉄道
かつては名寄本線、湧網線が通っていたが、現在は廃止されている。名寄本線と湧網線の分岐駅だった中湧別はのちに道の駅となっている。

### バス
- 北海道北見バス
- 北紋バス
- 網走バス
- 上湧別町営バス
- 北海道北見バス・道北バス・北海道中央バス（高速えんがる号）

### 道路
- 一般国道
  - 国道238号
  - 国道242号
- 都道府県道
  - 北海道道336号上社名淵上湧別線
  - 北海道道404号上湧別停車場線
  - 北海道道712号緑蔭中湧別停車場線
- 道の駅
  - かみゆうべつ温泉チューリップの湯

## 名所・旧跡・観光スポット・祭事・催事

### 観光
- 上湧別町ふるさと館「JRY（ジェリー）」
- 五鹿山公園キャンプ場
- かみゆうべつチューリップ公園
- かみゆうべつ温泉
- 注連山宝珠寺（北海道三十三観音霊場25番札所）

### 祭事
- かみゆうべつチューリップフェア（5 - 6月）
- 上湧別七夕まつり（8月）
- 湧別原野オホーツク100kmクロスカントリースキー大会（2月）